# 은계
은계(銀鷄, 영어: Lady Amherst's pheasant)는 닭목 꿩과의 새로, 금계의 가까운 친척이다. 영어 이름은 William Amherst의 부인이름을 따온 것이다. 중국 남부와 버마가 원산지이나, 지금은 관상용 새로 전세계에서 사육된다.
수컷은 100-120cm까지 자라며 꽁지깃은 무척 길어 80cm에 달한다. 수컷은 다양한 색을 가지고 있어 무척 화려하고, 암컷은 덜 화려하고 검은 얼룩무늬가 있다. 잡식성이다. 날 수 있지만, 그들은 달리는 것을 선호한다.

## 사진

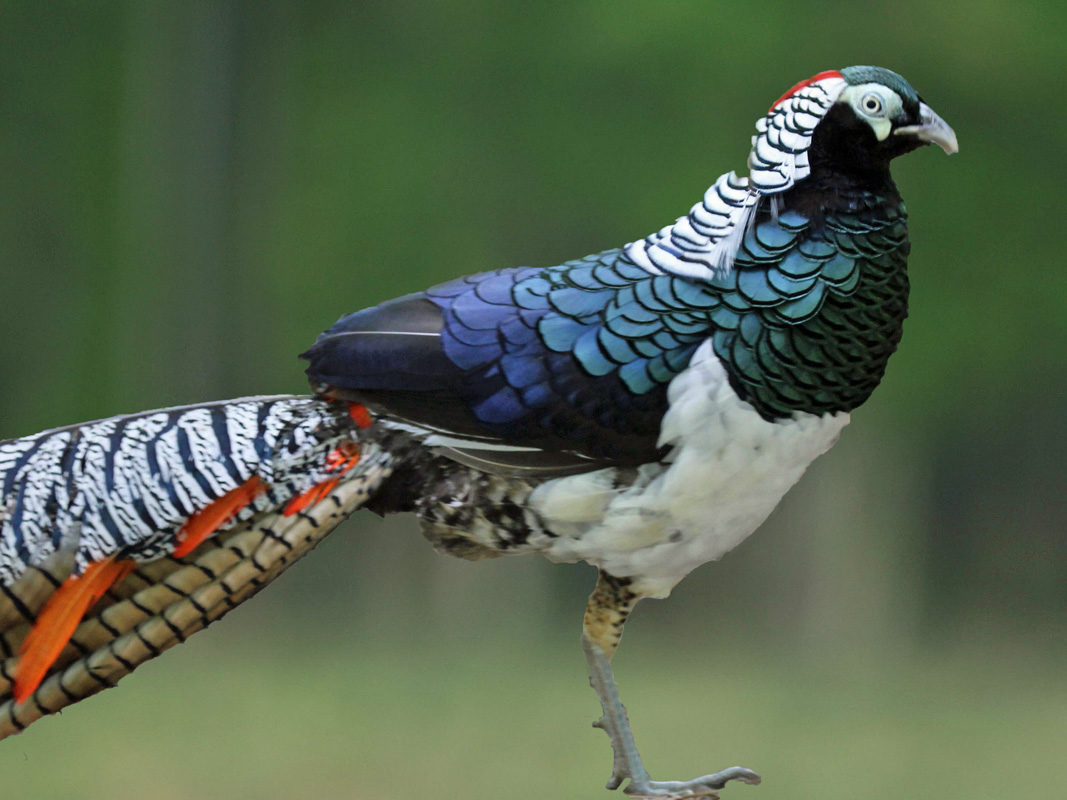
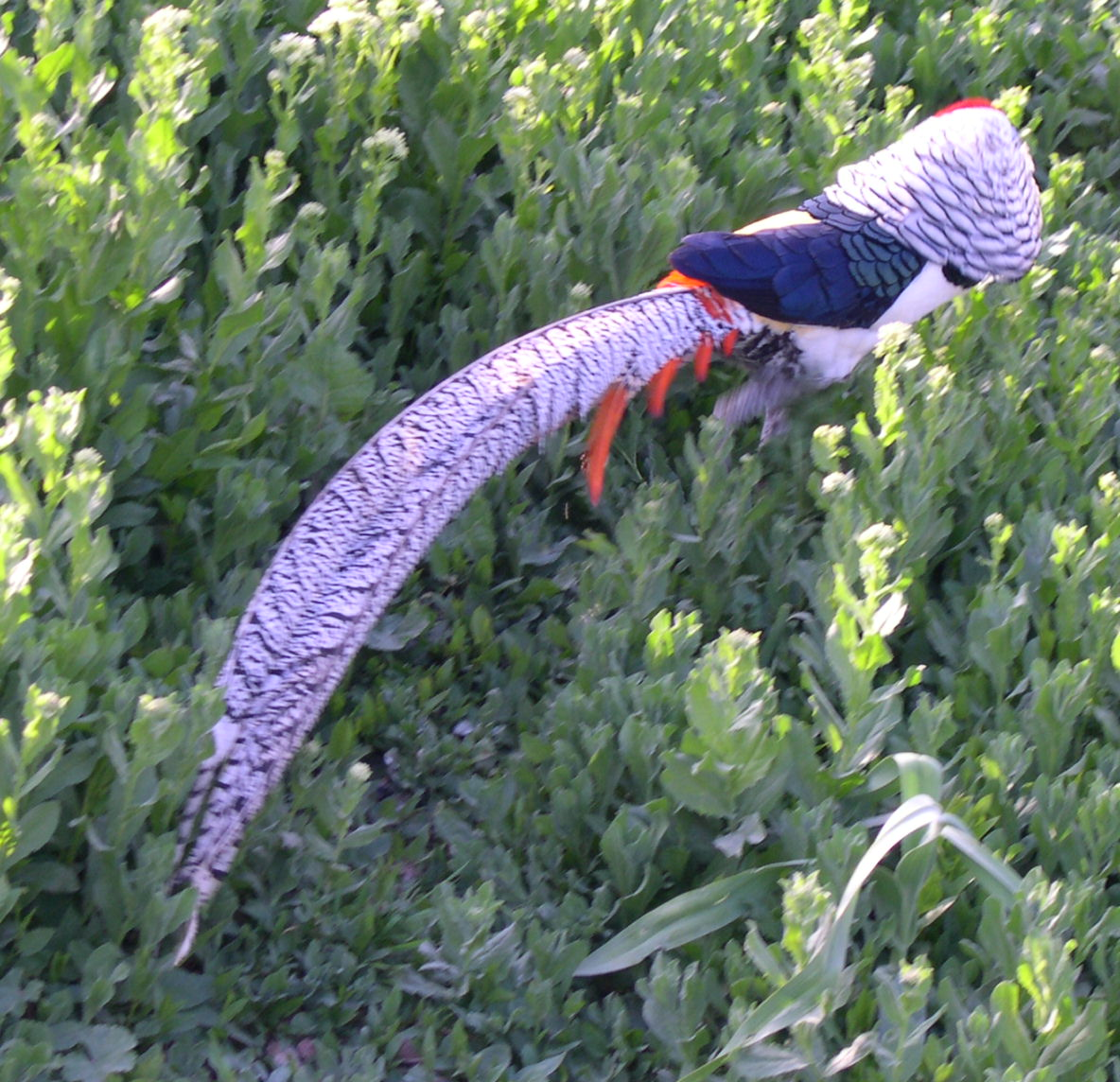
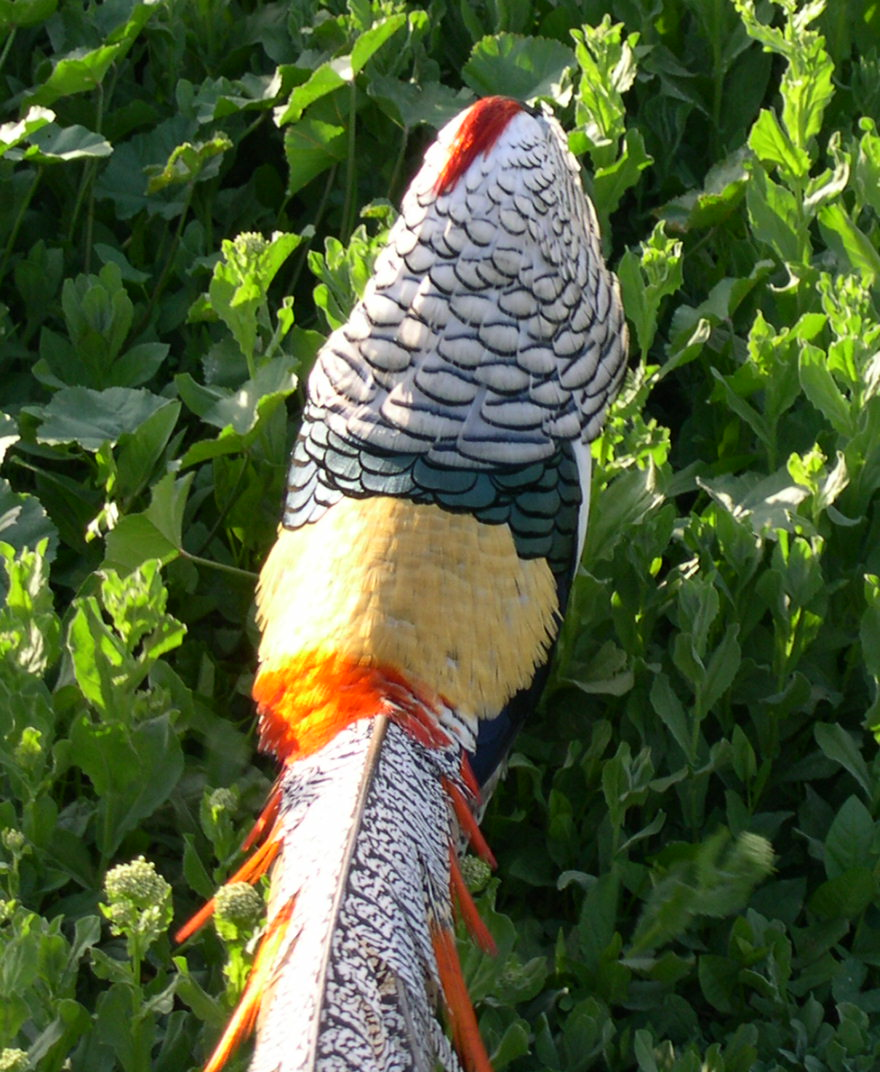